# Libano ai XII Giochi olimpici invernali
Il Libano partecipò ai XII Giochi olimpici invernali, svoltisi a Innsbruck, Austria, dal 4 al 15 febbraio 1976, con una delegazione di 1 atleta impegnata in una disciplina.